# Круглов, Юрий Георгиевич
Ю́рий Гео́ргиевич Кругло́в (15 июля 1944 года — 19 сентября 2010 года) — советский и российский фольклорист и историк русской литературы, педагог. Доктор филологических наук (1985), академик РАО. С 1989 до октября 2008 года — ректор Московского государственного открытого педагогического университета имени М. А. Шолохова.

## Биография
Родился в крестьянской семье. В 1962 году окончил среднюю школу в станице Нехаевская. В 1967 году окончил филологический факультет МГУ. В 1969—1972 годах учился в аспирантуре, в 1973 году защитил кандидатскую диссертацию «Русские свадебные причитания (поэтика жанра)». Работал в Министерстве просвещения СССР, в ВАК СССР. В 1985 году защитил докторскую диссертацию «Русские обрядовые песни (классификация, поэтика, вопросы истории)».

## Основные работы
- Русские свадебные песни. Учебное пособие для вузов. — М.: Высшая школа, 1978.
  - Русские обрядовые песни. Учебное пособие для вузов. — М.: Высшая школа, 1989. 2-е изд. Тираж 50000 экз.
- Семейно-бытовой фольклор / [Сост., подг. текстов и коммент. Ю. Г. Круглова; Этногр. коммент. В. Н. Медведевой]. — 1997. ISBN 5-268-00212-0.
- Владимирова Т. Н., Говоркова О. Н., Круглов О. Ю., Круглов Ю. Г., Смирнова Т. В. «Тихий Дон» в кривом зеркале антишолоховедов. М.: Советский писатель, 2007.

## Награды
- Международная премия имени М. А. Шолохова в области литературы и искусства (1999)
- Орден Дружбы (2000) — за заслуги перед государством, многолетний добросовестный труд и большой вклад в укрепление дружбы и сотрудничества между народами[1]
- Орден Почёта (2007)
- Заслуженный деятель науки Российской Федерации (29 августа 1994) — за заслуги в научной деятельности